# Amphiglossus ornaticeps
Amphiglossus ornaticeps är en ödleart som beskrevs av  George Albert Boulenger 1896. Amphiglossus ornaticeps ingår i släktet Amphiglossus och familjen skinkar. IUCN kategoriserar arten globalt som livskraftig.
Artens utbredningsområde är Madagaskar. Inga underarter finns listade i Catalogue of Life.

## Bildgalleri

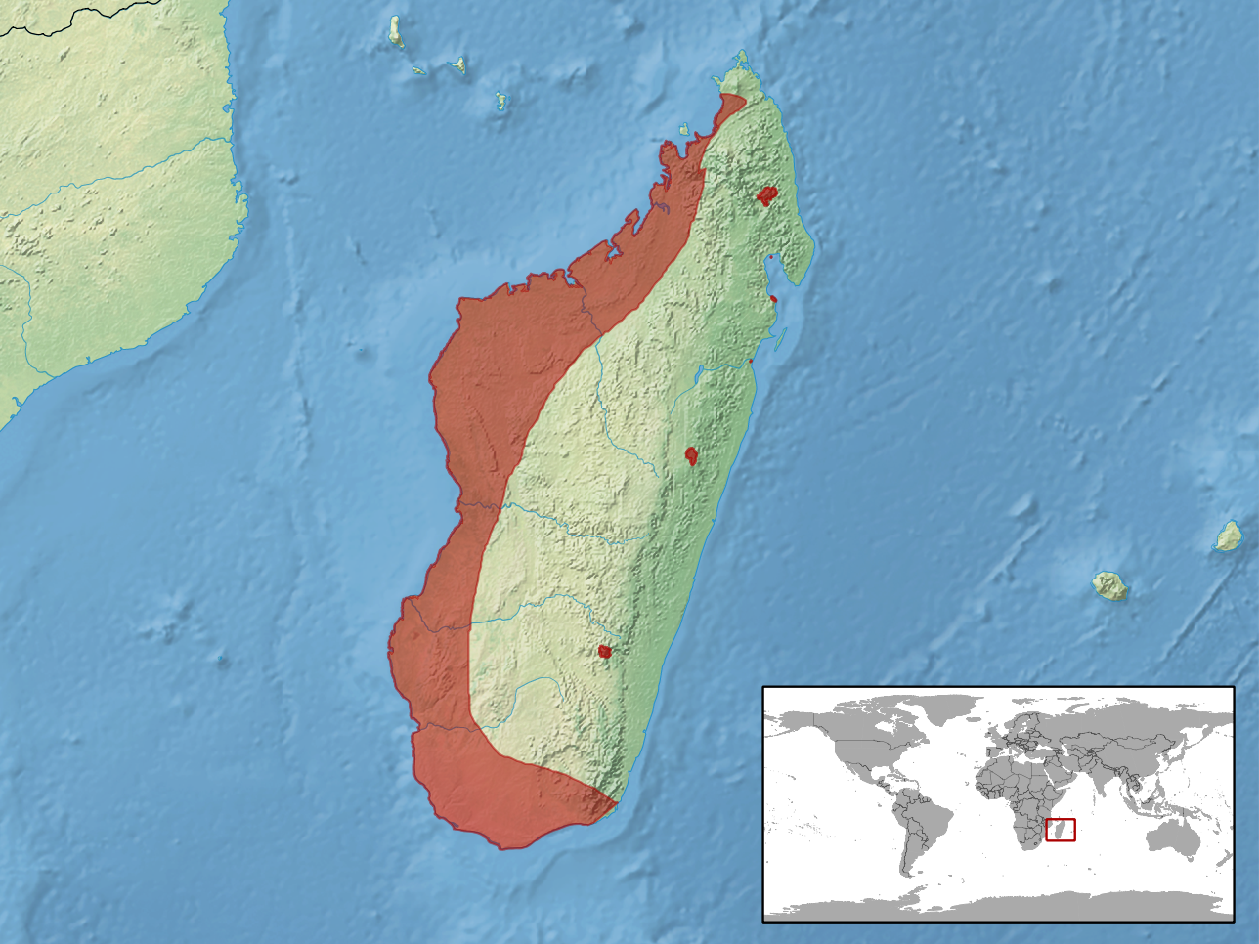